# ژان-لویی زانون
ژان-لویی زانون (فرانسوی: Jean-Louis Zanon‎؛ زادهٔ ۳۰ نوامبر ۱۹۶۰) بازیکن سابق فوتبال فوتبال اهل فرانسه است.
از باشگاه‌هایی که در آن بازی کرده‌است می‌توان به باشگاه فوتبال متز، باشگاه فوتبال نانسی، باشگاه فوتبال سن-اتین و باشگاه فوتبال المپیک مارسی اشاره کرد.